# Asby (Zweden)
Asby is een plaats in de gemeente Ydre in het landschap Östergötland en de provincie Östergötlands län in Zweden. De plaats heeft 189 inwoners (2005) en een oppervlakte van 33 hectare. In Asby staat de romaanse kerk Asby kyrka het oudste deel van deze kerk stamt uit de 13de eeuw, maar er zijn in de loop van de jaren nog wel wat stukken aangebouwd. De plaats wordt omringd door zowel bos als landbouwgrond en een deel van de plaats ligt aan het Lillsjön (klein meer).

## Verkeer en vervoer
Bij de plaats loopt de Länsväg 131.